# Saint-Georges-de-Luzençon
Saint-Georges-de-Luzençon település Franciaországban, Aveyron megyében. Lakosainak száma 1584 fő (2022. január 1.). Saint-Georges-de-Luzençon La Bastide-Pradines, Comprégnac, Creissels, Montjaux, Saint-Rome-de-Cernon és Saint-Rome-de-Tarn községekkel határos.

## Népesség
A település népessége az elmúlt években az alábbi módon változott:
| Lakosok száma | 827  | 1027 | 1144 | 1635 | 1509 | 1584 | 1617 | 1617 | 1606 | 1584 |
|               | 1968 | 1982 | 1990 | 2006 | 2013 | 2015 | 2017 | 2019 | 2020 | 2022 |